# Klosterstraße
Klosterstraße (pol. ulica Klasztorna) – ulica w Berlinie, w Niemczech, w dzielnicy Mitte, okręgu administracyjnym Mitte. Została wytyczona w XIV wieku i jest jedną z najstarszych ulic w dzielnicy.
Przy ulicy znajduje się stacja metra linii U2 Klosterstraße.